# Minack Theatre
Minack Theatre (kornisk: Gwaryjy Minack) er et friluftsteater, der er opført på en granitklippe lige ud til havet i Porthcurno, omkring 6,4 km Land's End i Cornwall, England. Sæsonen går fra maj til september, og i 2012 så omkring 80.000 personer en forestilling på Minack Theatre, og mere end 100.000 betalte indgangsbillet for at gå rundt på området. Det er blevet listet af Daily Telegraph blandt verdens mest spektakulære teatre.
Teatret blev udtænkt af Rowena Cade, der flyttede til Cornwall efter første verdenskrig, hvor hun byggede et hus til sig selv og sin moder ved Minack Point for £100. Hendes søster var den feministiske dystopiske forfatter Katharine Burdekin og hendes partner boede sammen med dem i 1920'erne. I 1929 satte en lokal gruppe fra landsbyen Shakespeares skuespil En skærsommernatsdrøm op på den nærliggende en i Crean, og de gentog dette året efter. De besluttede at deres næste produktion skulle være Stormen, og Cade tilbød at haven omkring hendes hus kunne bruges, da det var et passende sted lige ved siden af havet. Cade og hendes gartner Billy Rawlings etablerede en terrasse og simple sæder, ved at kaste materialer ned fra huset ovenfor eller at bære de op fra den smalle sti fra stranden. I 1932 blev Stormen opført med havet som et dramatisk bagtæppe med stor succes. Cade forbedrede teatret og arbejdede siden igennem vintermånederne resten af sit liv med hjælp fra Rawlings og Charles Angove) således at teatret blev forbedret til forestillinger hver sommer.
I 1944 blev teatret brugt som lokation til Gainsborough Studios' film Love Story, med Stewart Granger og Margaret Lockwood, men barskt vejr tvang produktionen til at lave optagelserne i et studie, hvor der blev opført en kulisse af teatret. I 1955 blev den den første teatergarderobe bygget. I 1970'erne blev teatret ledet af Lawrence Shove. Siden 1976 har teatret været registreret som en Charitable Trust og den drives nu af et lokalt team. Cade døde den 26. marts 1983 i en alder af 89 år.
Minack Theatre bliver i øjeblikket brugt fra påske til september til en hel sommersæson med 20 forskellige skuespil, der bliver produceret af teaterselskaber fra hele Storbritannien og udenlandske teatre fra bl.a. USA. Teatret er åbent for besøgende resten af året. 75-års jubilæet for teatret blev fejret med opsætning af Stormen i august 2007, der blev instrueret af Simon Taylor og fremført af skuespillere fra Winchester College.